# Avro Avis
Die Avro 562 Avis war ein einmotoriges, zweisitziges Flugzeug des britischen Herstellers Avro.

## Geschichte
Der einstielige Doppeldecker wurde bei Avro für einen Wettbewerb des britischen Luftfahrtministeriums entwickelt, der im September und Oktober 1924 in Lympne stattfand.
Die Maschine mit faltbaren Tragflächen war an die Avro-Konstruktion Avro 514 aus dem Jahre 1914 angelehnt. Der Rumpf war identisch mit dem der Avro 514, die Tragflächen allerdings waren eine Neukonstruktion nach den Vorgaben des Wettbewerbs. Querruder waren auf allen vier Flächen über die jeweils die volle Länge der Fläche angebracht und konnten als Landeklappen eingesetzt werden.
Der Erstflug dieser kleinen Maschine, ausgerüstet mit einem 35 hp (26,1 kW/35,5 PS) leistenden 3-Zylinder-Reihenmotor Blackburne-Thrust-Motor mit 1096 cm³ Hubraum, der direkt auf die Welle wirkte, fand in Hamble statt. Vorsorglich wurde eine weitere Maschine für die Teilnahme an dem Wettbewerb vorbereitet. Diese Maschine hatte jedoch eine andere Motorisierung – einen 32,6 hp (24,31 kW/33,05 PS) leistenden Bristol-Cherub II (ebenfalls mit 1096 cm³ Hubraum), der aber mit einem Getriebe ausgestattet war.
Letztendlich entschied man bei Avro aber, auf das erstgebaute Exemplar zu verzichten, nur die zweite Maschine flugfertig aufzubauen und auf dem Landweg nach Lympne zu transportieren. Die 562 hatte aber bei Motorläufen vor Beginn des Wettbewerbs unerklärliche Probleme und lieferte nur die Hälfte der Motorleistung.
Dessen ungeachtet beschloss Avro-Cheftestpilot Bert Hinkler, am 30. September 1924 zu starten, wurde jedoch disqualifiziert, da er den vorgeschriebenen Kurs nicht im zulässigen Zeitrahmen bewältigen konnte.
In der folgenden Nacht bauten die Avro-Mechaniker das Flugzeug auf Direktantrieb um, und tags darauf gewann Hinkler mit der Maschine die „Grosvenor Challenge Trophy“, als er den 12,5-Meilen-(20,12-km)-Kurs insgesamt achtmal durchflog und dabei eine Durchschnittsgeschwindigkeit von 65,87 Meilen/Std. (ca. 106,01 km/h) erreichte.
Nach weiteren Tests in Martlesham im März und April 1925 nahm Hinkler mit der nunmehr mit einer speziellen Aluminium-Luftschraube ausgestatteten 562 zunächst am 1. August 1925 am „Lympne Meeting“ und später an weiteren Veranstaltungen teil.
Im September 1926 flog die Avis unter Wing Commander W. Sholto Douglas, nun mit einem auf 38 hp (28,34 kW/38,53 PS) leistungsgesteigerten Blackburn-Thrust mit 1500 cm³ Hubraum im „Two Seat Light Aeroplane“-Wettbewerb in Lympne mit, jedoch aufgrund eines Fahrwerksschadens mit nachfolgender Disqualifikation erfolglos.
Im folgenden Jahr erfolgte eine weitere Umrüstung auf den Bristol-Cherub-II-Motor und der Verkauf an eine Privatperson.
Nach verschiedenen Besitzerwechseln in den Folgejahren erfolgte die Verschrottung der Avro 562 Avis im Dezember 1931.

## Technische Daten

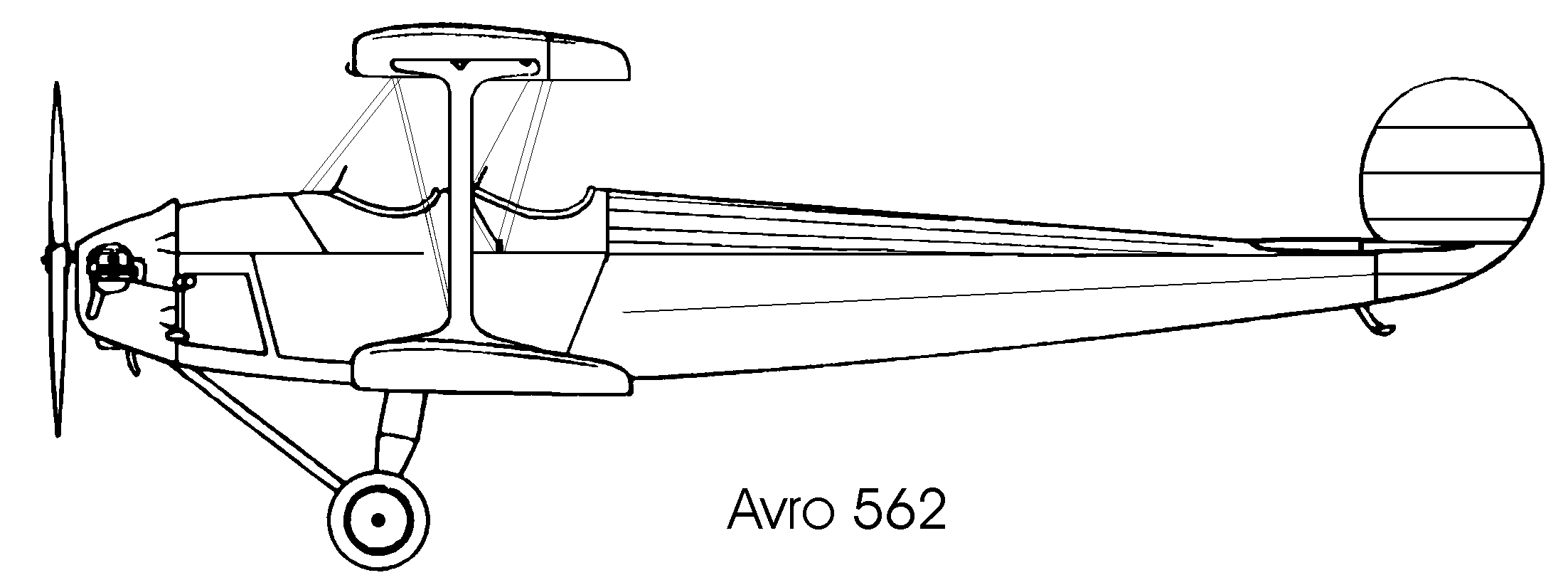
Seitenriss Avro 562

| Kenngröße                   | Daten Avro 562 Avis                |
| --------------------------- | ---------------------------------- |
| Besatzung                   | 1                                  |
| Passagiere                  | 1                                  |
| Länge                       | 7,32 m                             |
| Spannweite/Oberflügel       | 9,17 m                             |
| Höhe                        | 2,74 m                             |
| Flügelfläche                | 22,86 m²                           |
| Leermasse                   | 256–275 kg (je nach Motorisierung) |
| max. Startmasse vollgetankt | 428–476 kg (je nach Motorisierung) |
| Antrieb                     | verschiedene (siehe Text)          |
| Höchstgeschwindigkeit       | ca. 120 km/h                       |